# شهرستان پوژگا-اسلاونیا
شهرستان پوژگا-اسلاونیا (به لاتین: Požega-Slavonia County) یک شهرستان در کرواسی است. شهرستان پوژگا-اسلاونیا ۱٬۸۲۳ کیلومتر مربع مساحت و ۷۸٬۰۳۴ نفر جمعیت دارد.
شهر پژگا مرکز این شهرستان است.